# Рихтер, Михаил Вильгельмович
Михаил Вильгельмович Рихтер (1799—1874) — заслуженный профессор Московского университета, доктор медицины, тайный советник.

## Биография
Родился 20 апреля (1 мая) 1799 года в Москве. Сын лейб-медика и заслуженного профессора В. М. Рихтера.
В четырнадцатилетнем возрасте поступил на отделение врачебных или медицинских наук Московского университета, по окончании курса которого слушал лекции в Дерпте (1816—1817), Геттингене и Берлине (с 04.11.1818 по 05.07.1820). В 1821 году, возвратившись в Москву, он выдержал экзамен на степень доктора медицины, которой был удостоен 18 января 1822 года, защитив диссертацию «De Cyanosi cardiaca, seu morbo sic dicto coeruleo».
В декабре 1822 года он был утверждён адъюнктом по кафедре акушерства и с 1823 года стал читать в Московском университете лекции по повивальному искусству и его истории, по женским и детским болезням. В самом начале своей преподавательской деятельности, уже 13 января 1823 года получил от Марии Фёдоровны бриллиантовый перстень в награду за вторичное издание труда своего отца «Руководство к повивальному искусству». Спустя четыре года, 22 июля 1827 года Рихтер был утверждён в званий экстраординарного профессора по кафедре повивального искусства, а 7 января 1828 года — ординарным профессором этой кафедры.
29 мая 1829 года состоялось назначение Рихтера профессором при Повивальном институте Московского воспитательного дома, а 23 февраля 1833 года он был назначен директором Повивального института и акушером при родильном госпитале Московского воспитательного дома; 1 января 1837 года был произведён в статские советники.
За труды, оказанные по борьбе с холерой, М. В. Рихтер 29 мая 1831 года был награждён орденом Св. Владимира 4-й степени. В 1834 году был избран членом училищного комитета, а в 1835 году, с введением в действие нового устава, был назначен преподавать акушерство, женские и детские болезни.
22 июля 1842 года он был пожалован бриллиантовым перстнем с вензелевым изображением имени Его Императорского Величества «за совершение, с особенным искусством, над карлицей операции кесарского сечения». В 1845 году получил орден Св. Анны 2-й степени с императорской короной.
По выслуге по учебной части Министерства народного просвещения 25 лет, Рихтер, с разрешения министра, был оставлен на службе при университете ещё на пять лет; 19 июня 1848 года произведён в действительные статские советники и в 1851 году уволен от службы  в университете с утверждением в звании заслуженного профессора (c 1850). В 1852 году награждён орденом Св. Владимира 3-й степени; в 1857 году — орденом Св. Станислава 1-й степени.
Был также директором факультетской клиники Московского университета.
Известно, что 17 марта 1866 года он перешёл из лютеранства в православие. С 1870 году — тайный советник.
Умер 7 (19) апреля 1874 года. Похоронен в Москве, в Новоспасском монастыре, рядом с супругой Александрой Петровной (ум. 2 марта 1871).

## Семья
Был жента дважды. 
- Первая супруга — Анна-Дорофея Танненберг (07.02.1805—21.08.1834)
  - Их сын — Вильгельм-Василий Михайлович (16.02.1831—14.11.1895). Был женат на дворовой Пелегее Ивановне Широковой. Их дети: Александр, Мария, Сергей, Пётр; внуки: Николай, Мария, Константин, Валентин Александровы и Владимир, Михаил, Елена, Валентина Сергеевы.
- Вторя супруга — Александра Петровна (?—2.03.1871). Брак бездетен.